# Waterzooi

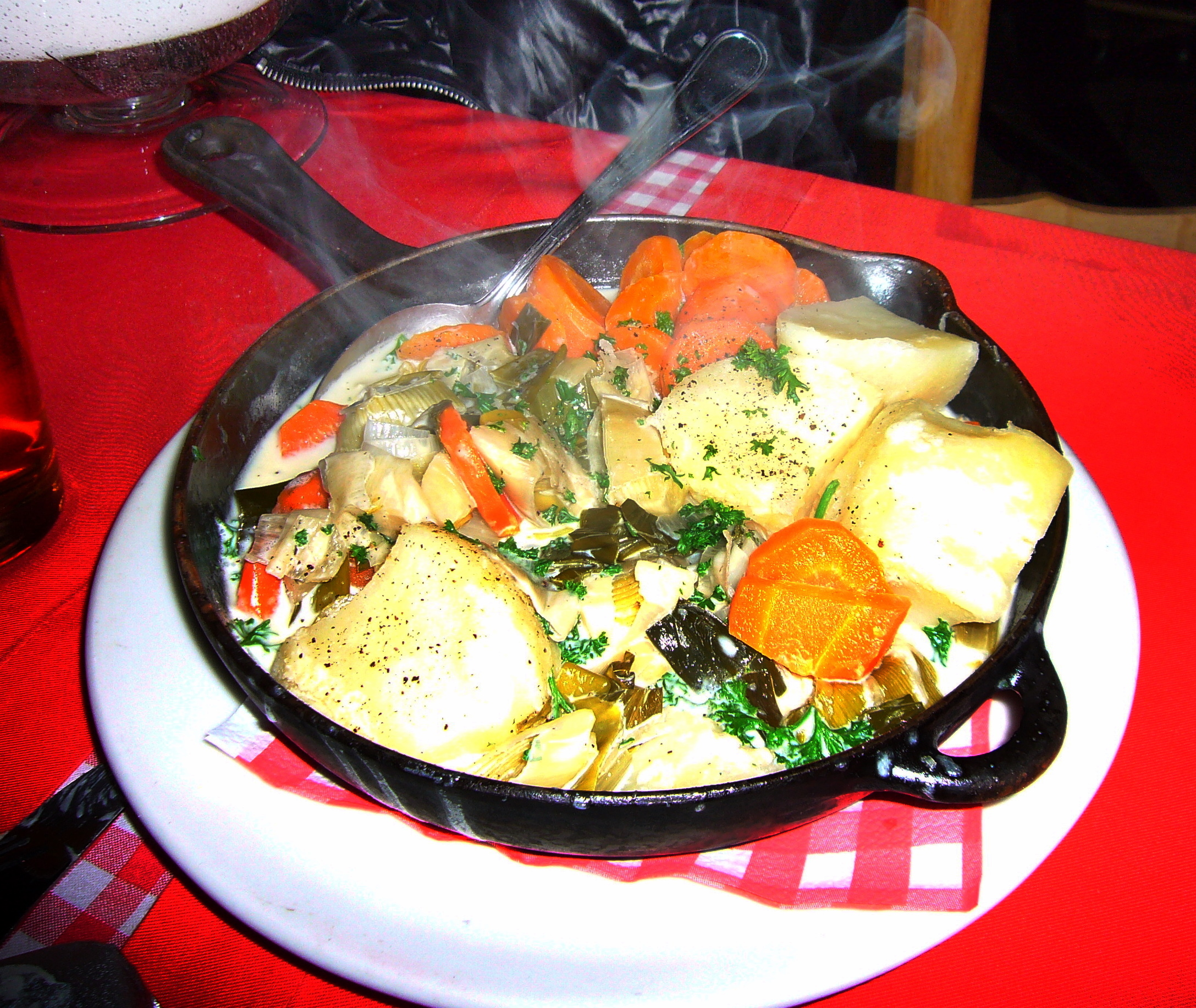
Waterzooi

Waterzooi é uma especialidade gastronómica típica da culinária da Bélgica, muitas vezes com origem atribuída à cidade de Gante, na Flandres, na forma duma sopa ou guisado de peixe e vegetais, engrossada com natas e gemas de ovos. 
Apesar da waterzooi poder ser preparada com peixe ou galinha, a receita tradicional do livro de cozinha “Werken met Vis” (“Trabalhando com peixe”) inclui apenas peixe e mariscos; algumas receitas referem os peixes de água doce como ingredientes principais, mas esta inclui apenas peixe e mariscos marinhos. 
Este prato é referido na aventura "Astérix entre os Belgas".

## Preparação
Prepara-se previamente um caldo de peixe, coa-se e reserva-se. Salteia-se aipo, cenoura e cebola em manteiga e, quando estão macios, junta-se alho-porro, deixa-se tomar o gosto e acrescenta-se o caldo de peixe. Colocam-se filetes de peixe a cozer neste molho em lume brando, junta-se mexilhão e, quando este estiver aberto, retira-se do molho, junto com o peixe e os vegetais e reservam-se. Leva-se o molho novamente ao lume e, quando começar a ferver, baixa-se o lume, junta-se uma mistura de nata com gemas de ovos e mexe-se, sem deixar levantar fervura; junta-se camarão descascado e cebolinho e tira-se do lume. Colocam-se numa terrina o peixe e os vegetais, juntamente com batatas previamente cozidas em água e sal; cobre-se tudo com o molho e ornamenta-se com os mexilhões e cebolinho. Serve-se com pão, que pode ser torrado com manteiga e colocado individualmente nos pratos.